# Irmãos Livônios da Espada
| Estado eclesiástico do Sacro Império Romano                                                                        |                                        |   |
| \| ← \| 1218 — 1562 \| → \|                                                                                        |                                        |   |
| |                                        |   |
| Brasão | Emblema                                |   |
| Mapa da Confederação da Livônia, mostrando os territórios da Ordem em 1260.                                        |                                        |   |
| Capital | Fellin (Viljandi) 58° 22' N, 25° 36' E |   |
| Línguas oficiais                                                                                                   | Plattdeutsch                           |   |
| Religião oficial                                                                                                   | católica romana                        |   |
| Forma de governo                                                                                                   | Principado                             |   |
| Mestre da Ordem da Livônia                                                                                         |                                        |   |
| - 1204–09 | Wenno von Rohrbach                     |   |
| - 1209–36 | Volquin                                |   |
| - 1237–38 | Hermann Balk¹                          |   |
| - 1559–61 | Gotardo Kettler¹                       |   |
| História | Idade Média                            |   |
| - Conquista da Estônia                                                                                             | 1208–27                                |   |
| - Alberto, Príncipe-Bispo da Livônia conquista o norte da Estônia                                                  | 1218                                   |   |
| - Batalha de Saule                                                                                                 | 1236                                   |   |
| - Incorporado pelos Cavaleiros Teutônicos                                                                          | 1237                                   |   |
| - Batalha de Wesenberg                                                                                             | 1268                                   |   |
| - Batalha de Grunwald                                                                                              | 1410                                   |   |
| - Secularização da Ordem e incorporação pelo Grão-Ducado da Lituânia                                               | 1562                                   |   |
| 1. A partir de 1237, o Mestre da Ordem da Livônia era de jure subordinado ao Grão-Mestre dos Cavaleiros Teutônicos |                                        |   |
| ← | 1218 — 1562                            | → |

Os Irmãos Livônios da Espada (latim: Fratres miliciæ Christi de Livonia, alemão: Schwertbrüderorden) ou Cavaleiros Porta-Gládio, foi uma ordem militar organizada em 1202 por Alberto de Buxhoeveden e composta por "monges guerreiros" alemães. Seu regulamento era fundamentalmente baseado naquele da Ordem dos Templários. Eles eram também conhecidos como Ordem da Livônia, Cavaleiros de Cristo e A Milícia de Cristo da Livônia. Os seus membros foram incorporados aos Cavaleiros Teutônicos em 1236.

## História
Alberto, bispo de Riga (ou príncipe-bispo da Livônia), fundou a Irmandade para dar suporte ao Bispado de Riga na conversão dos pagãos curônios, livônios, semigálios e latigálios ao longo do golfo de Riga. Desde a sua fundação, a indisciplinada Ordem tendeu a ignorar sua suposta vassalagem em relação aos bispos. Em 1218, Alberto pediu ajuda ao rei Valdemar II da Dinamarca, mas Valdemar em vez disso, fez um acordo com a  Irmandade e conquistou o norte da Estônia.
O quartel-general da ordem era em Fellin (Viljandi) na atual Estônia, onde as muralhas do castelo do mestre ainda podem ser vistas. Outras fortificações incluem Wenden (Cēsis), Segewold (Sigulda) e Ascheraden (Aizkraukle). Os comandantes de Fellin, Goldingen (Kuldīga), Marienburg (Alūksne), Reval (Tallinn) e o bailio de Weißenstein (Paide) pertenciam aos cinco membros da confiança do Mestre da Ordem.
O papa Gregório IX requisitou que os Irmãos Livônios da Espada defendessem a Finlândia do ataque dos novogárdios em sua carta de 24 de novembro de 1232. No entanto, não se tem qualquer informação se os cavaleiros chegaram a ter alguma atividade na Finlândia. A Finlândia foi posteriormente anexada pela Suécia após a Segunda Cruzada Sueca em 1249.
A ordem foi quase que totalmente aniquilada pelos lituanos e semigálios na Batalha de Saule em 1236, sendo os membros sobreviventes incorporados pela Ordem dos Cavaleiros Teutônicos no ano seguinte. A partir desse ponto, eles foram em todos os aspectos (regulamento, vestuário e política) um ramo autônomo da Ordem Teutônica, liderados por seu próprio mestre (que era de jure subordinado ao grão-mestre da Ordem Teutônica). Eles passariam a ser conhecidos como Ordem Livoniana.
Em 1242, o superior da Ordem da Irmandade dos Guerreiros de Cristo, Ordem da Livônia, André de Velwen, seguindo ordens de seu superior Teodorido de Gruninga, e os cavaleiros alemães, foram derrotados pelo príncipe Alexandre I e o exercito de Novogárdia, sob seu comando, na Batalha do Rio de Gelo ou "Lago Gelado de Peipsi". Passagem esta retratada nos filmes Batalha no Gelo Clip 1, Clipe 2, Clipe 3.
Entre 1237 e 1290, eles conquistaram toda a Curlândia, a Livônia e a Semigália, porém seus ataques ao Norte da Rússia foram repelidos na Batalha de Rakovor (1268). Em 1346, a ordem comprou o resto da Estônia do rei Valdemar IV da Dinamarca. A vida dentro do território da ordem é descrita na Crônica de Henrique da Livônia e na Crônica em Versos da Livônia.
A Ordem Teutônica começou a declinar após sua derrota na Batalha de Grunwald, em 1410 e a secularização de seus territórios na Prússia por Alberto da Prússia, em 1525, porém a Ordem da Livônia conseguiu manter uma existência independente. Durante a Guerra da Livônia, no entanto, eles sofreram uma decisiva derrota pelas tropas da Rússia Moscovita na Batalha de Ergeme, em 1560. A Ordem da Livônia então buscou a proteção de Sigismundo II Augusto, o Rei da Polônia e Grão-Duque da Lituânia, que havia intervindo na guerra entre o bispo Guilherme de Riga e os membros da ordem em 1557.
Após chegarem a um acordo com Sigismundo II Augusto e seus representantes (especialmente Mikołaj "o Preto" Radziwiłł), o último mestre, Gotardo Kettler, secularizou a ordem e converteu-se ao luteranismo. Na parte sul das terras da ordem ele criou o Ducado da Curlândia e Semigália para a sua família. A maior parte das terras restantes foi anexada pelo Grão-Ducado da Lituânia. O norte da Estônia retornou à Dinamarca e à Suécia.

## Mestres da Ordem da Livônia
- Wenno (de Rohrbach) 1204–09
- Volquin (de Naumburgo?) 1209–36

## Mestres da Livônia (dentro da Ordem Teutônica)
- Hermann Balk 1237–38
- Teodorico de Gruninga 1238–42
- Teodorico de Gruninga 1244–46
- Andreas von Stierland 1248–53
- Anno von Sangershausen 1253–56
- Burchard von Hornhausen 1256–60
- Werner von Breithausen 1261–63
- Conrado de Mandern 1263–66
- Otto von Lutterberg 1266–70
- André de Vestefália 1270
- Walther von Nortecken 1270–73
- Ernst von Rassburg 1273–79
- Konrad von Feuchtwangen 1279–81
- Wilken von Endorp 1281–87
- Konrad von Herzogenstein 1288–90
- Halt von Hohembach –1293
- Heinrich von Dinkelaghe 1295–96
- Bruno 1296–98
- Gottfried von Rogga 1298–1307
- Conrad von Jocke 1309–22
- Johannes Ungenade 1322–24
- Reimar Hane 1324–28
- Everhard von Monheim 1328–40
- Burchard von Dreileben 1340–45
- Goswin von Hercke 1345–59
- Arnold von Vietinghof 1359–64
- Wilhelm von Vrymersheim 1364–85
- R. von Eltz 1385–89

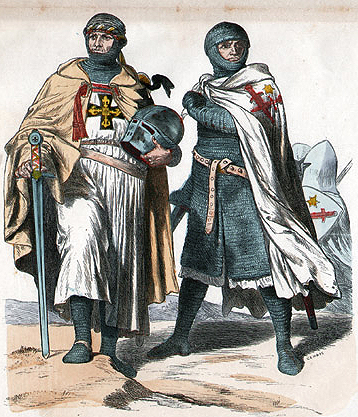
Irmãos da Livônia

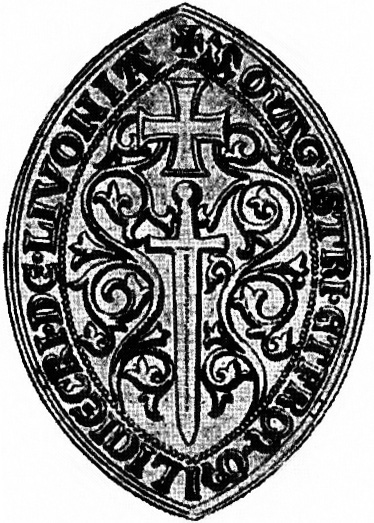
Emblema da Ordem da Livônia

- Wennemar Hasenkamp von Brüggeneye 1389–1401
- Konrad von Vietinghof 1401–13
- Diderick Tork 1413–15
- Siegfried Lander von Spanheim 1415–24
- Zisse von Rutenberg 1424–33
- Franco Kerskorff 1433–35
- Heinrich von Bockenvorde 1435–37
- H. Vinke von Overbergen 1438–50
- Johann Osthoff von Mengede 1450–69
- Johann Wolthuss von Herse 1470–71
- Bernd von der Borch 1471–83
- Johann Fridach von Loringhofe 1483–94
- Wolter von Plettenberg 1494–1535
- Hermann Hasenkamp von Brüggeneye 1535–49
- Johann von der Recke 1549–51
- Heinrich von Galen 1551–57
- Johann Wilhelm von Fürstenberg 1557–59
- Gotardo Kettler 1559–61